# Марписса мшистая
Марписса мшистая (Marpissa muscosa) — вид пауков-скакунов, распространённый в Палеарктике. Самки достигают в длину 8—11 мм, а самцы — 6—8 мм. Окраска тела от серого до коричневого цвета. Пауки живут в гнёздах, которые устраивают в погибших деревьях. Иногда встречаются большие группы, состоящие из около 100 близлежащих гнёзд. Ловят насекомых, прыгая на них. Спаривание происходит в мае.